# Рарон
Рарон (нем. Raron) — деревня и община (коммуна), на юге кантона Вале, близ границе с Италией.

## География
Поселение Рарон является административным центром округа Западный Рарон, одного из округов кантона Вале.
На территории коммуны находится холм с построенной здесь в Средневековье архитектором Ульрихом Руффинером церковью (осн. ок. 1500 г.). Здесь также находится южный портал Лёчбергского тоннеля.

## Население
Число жителей кантона растёт: если около 1800 года здесь проживало 360 человек, то 1950 году - 969, а в 2017 - уже 1.936. Население коммуны в религиозном отношении относится к католической церкви (церковная община деканата Рарон).

## Транспорт
Через Рарон каждые полчаса (в рабочие дни) проходят поезда региональной линии Бриг-Зиттен. В Рароне находится также аэродром, ранее (до 1995 года) используемый вооружёнными силами Швейцарии. Ныне используется преимущественно вертолётами горно-спасательной службы Церматта (Air Zermatt).

## Достопримечательности
- позднеготическая церковь Св. Романа (постройки 1512-1518) со старинным пасторским домом.
- современная скальная церковь Св. Михаила (1874), вырубленная в скале под старой церковью

В непосредственной близости от старой церкви находится могила великого австрийского поэта Райнера Мария Рильке.
В Рароне, у здания Maxenhaus, можно увидеть старейший в Швейцарии почтовый ящик, изготовленный во времена Наполеона Бонапарта, когда территория кантона Вале входила в состав Франции.

## Галерея

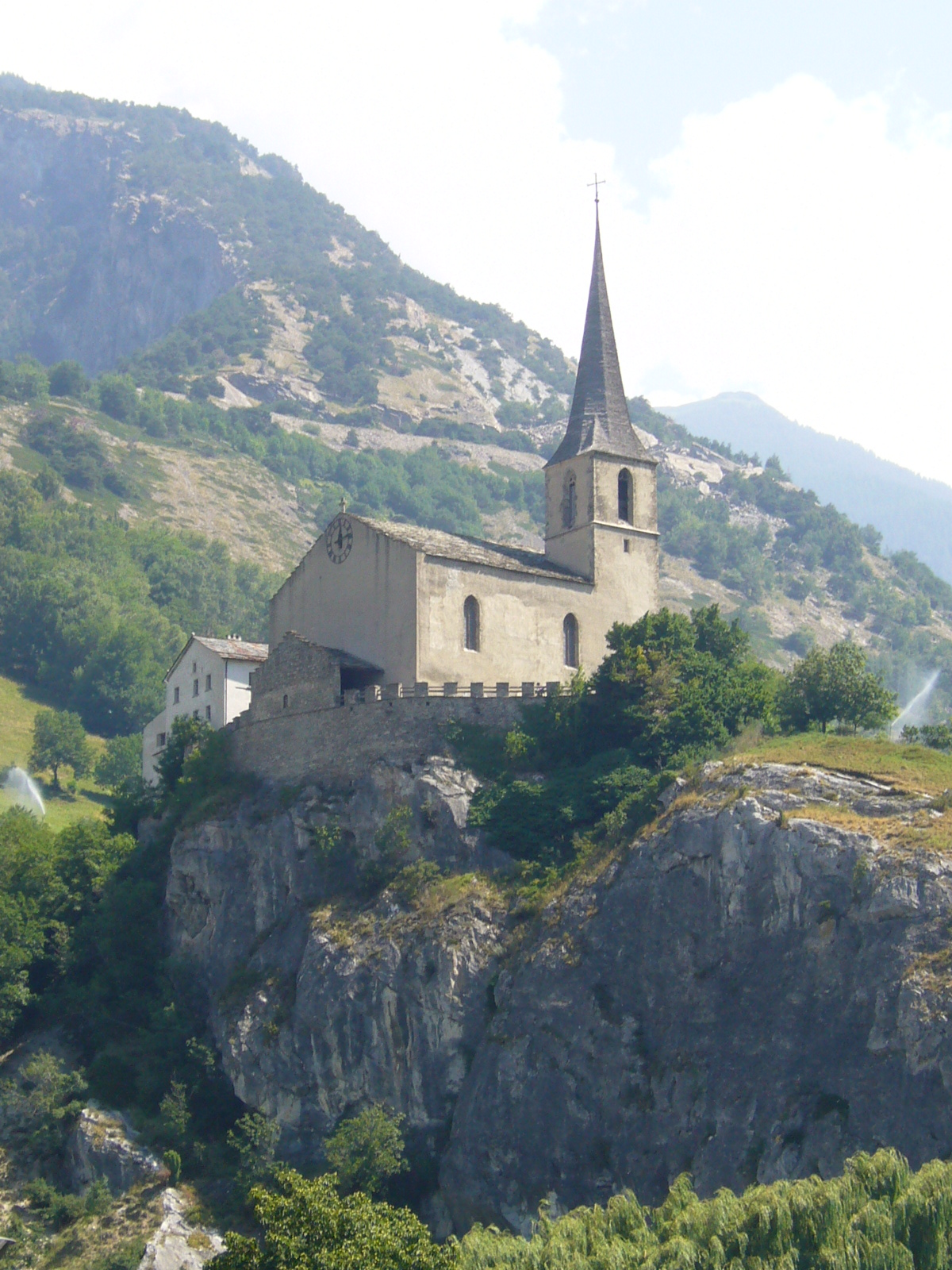
Замковая церковь
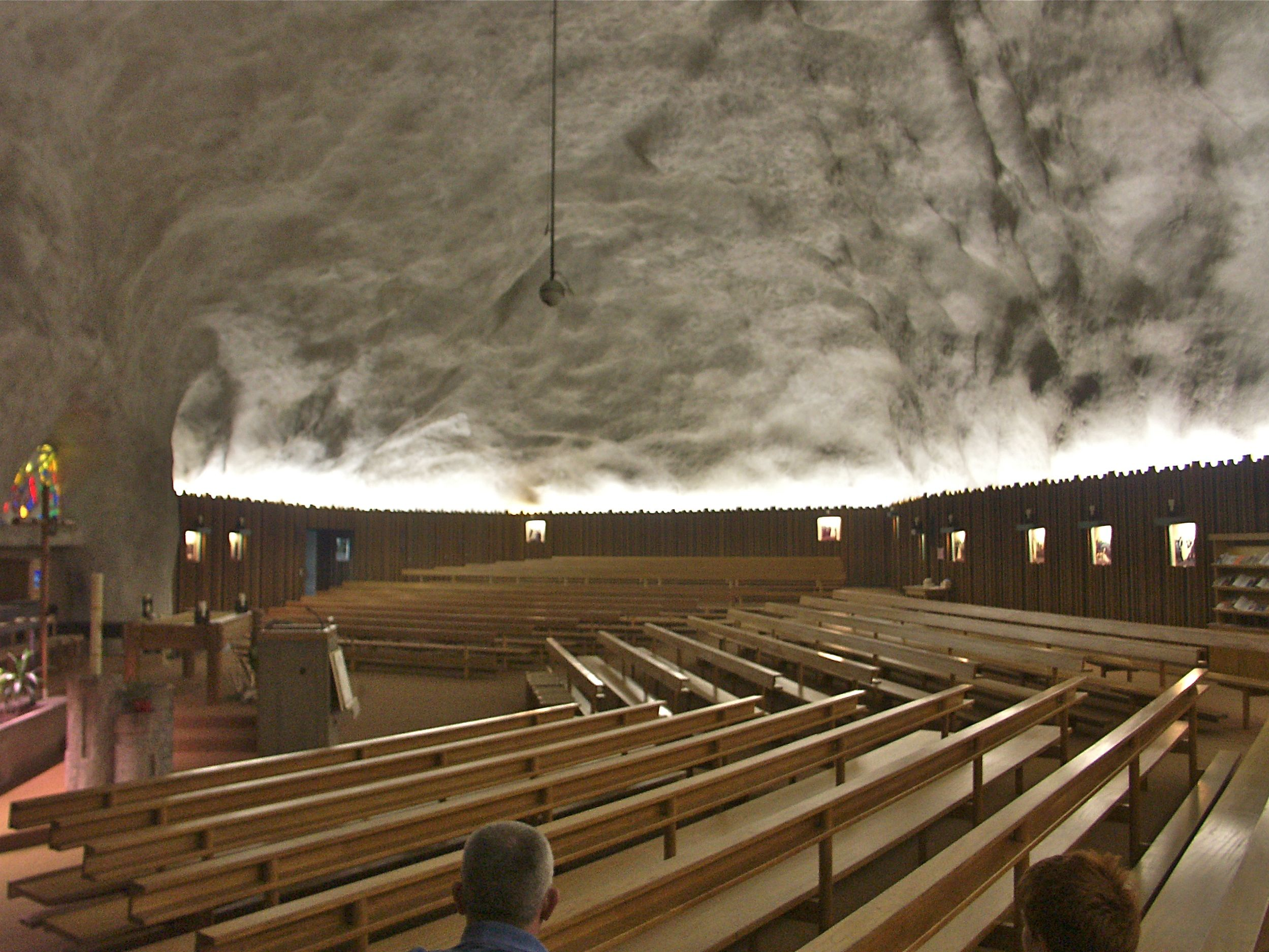
Скальная церковь
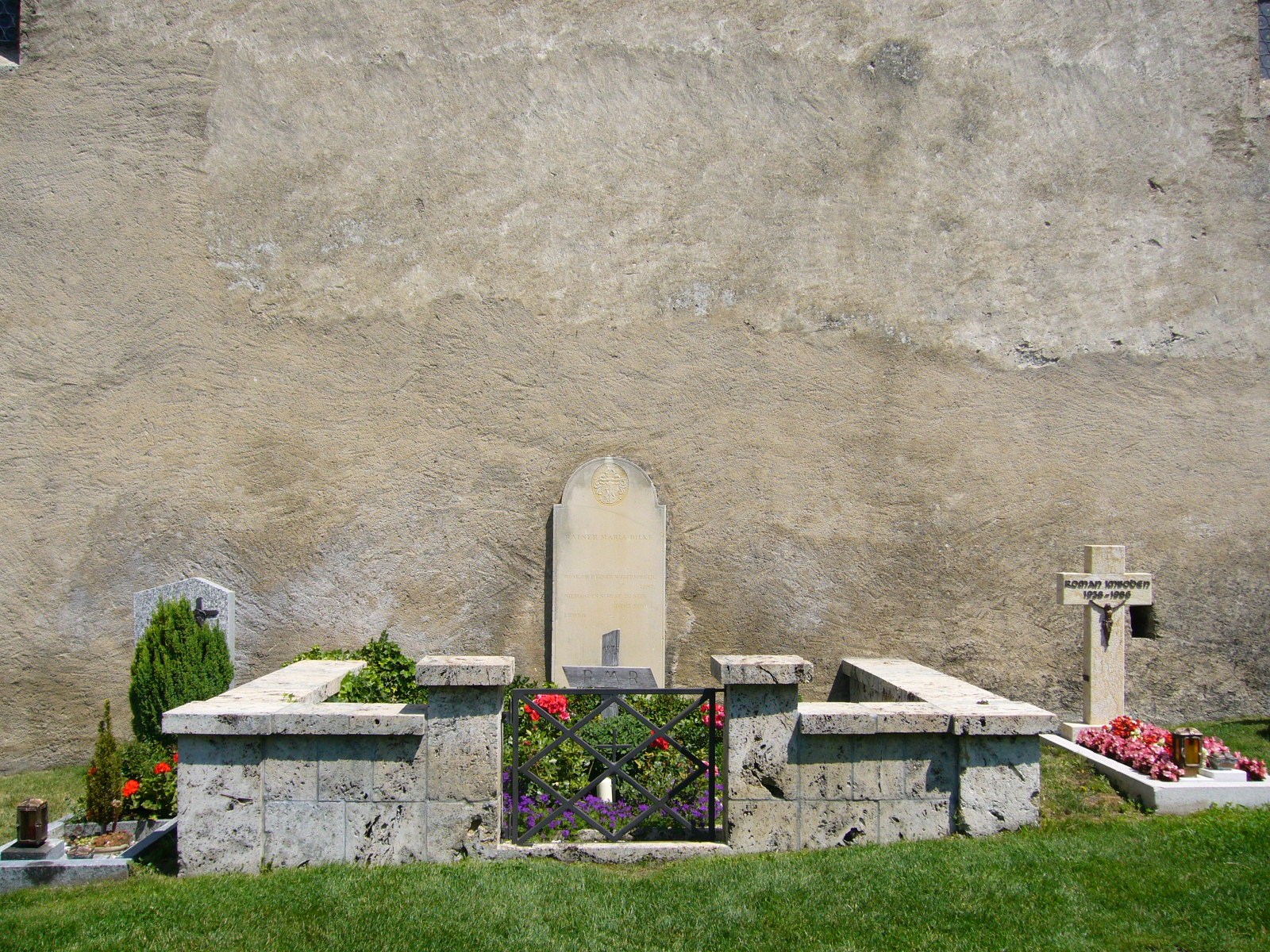
могила Р.М.Рильке
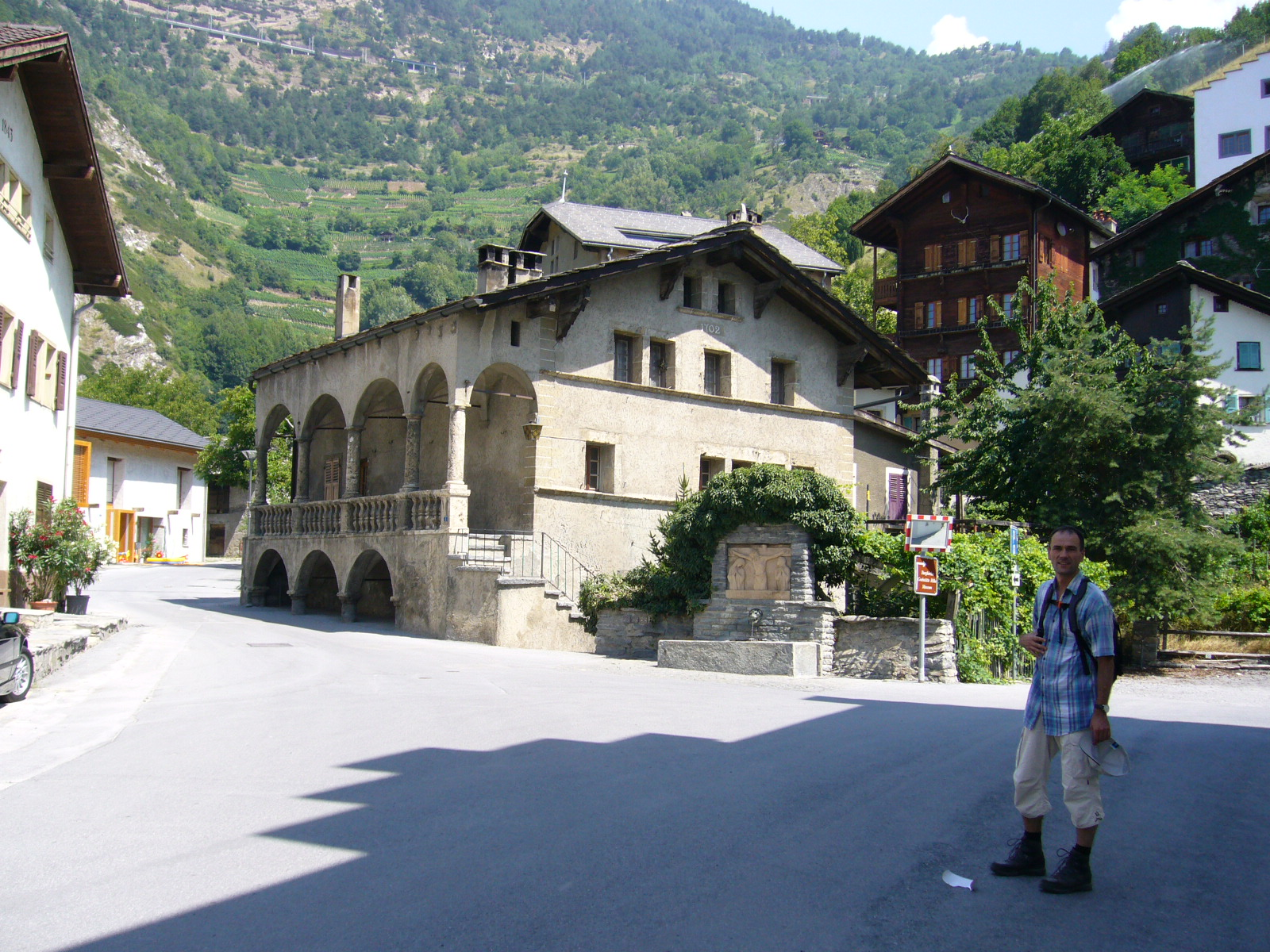
Maxenhaus
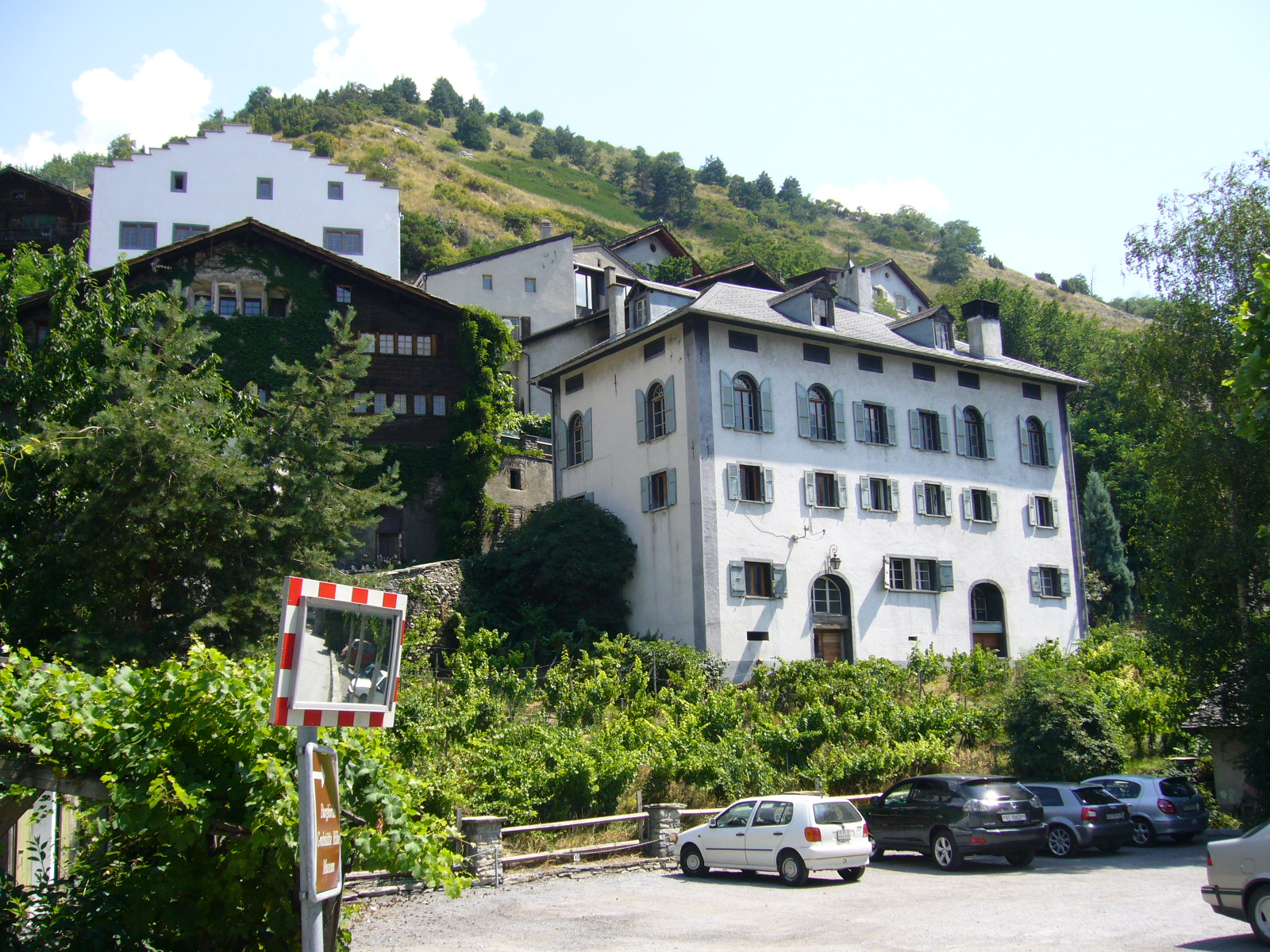
Gattlenhaus в центре Рарона
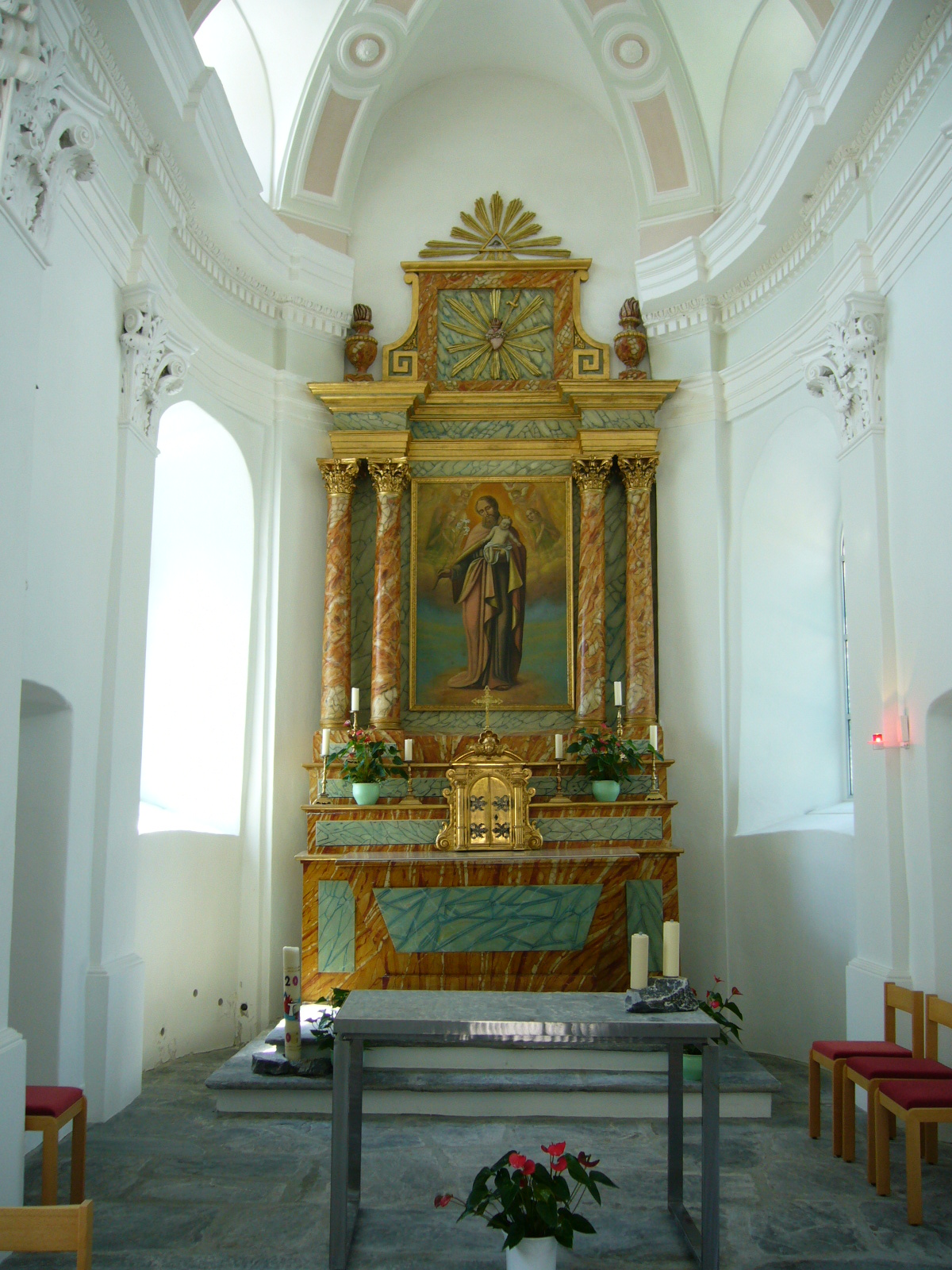
Алтарь в Капелле Св. Йозефа

## Дополнения
- Официальный веб-сайт коммуны Рарон